# Raión de Samuj
Samuj (en azerí: Samux) es uno de los cincuenta y nueve rayones en los que subdivide políticamente la República de Azerbaiyán. La capital es la ciudad de Samuj.

## Territorio y Población
Comprende una superficie de 1455 kilómetros cuadrados, con una población de 50 642 personas y una densidad poblacional de 34,8 habitantes por kilómetro cuadrado.

## Economía
La actividad predominante es la agricultura. La producción se centra en el cultivo de frutas, hortalizas y vino, y explotaciones ganaderas.